# Pronao

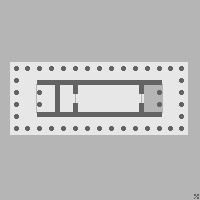
Pianta di un tempio periptero con il pronao evidenziato

Il prònao, nei templi antichi (greci e romani), è lo spazio davanti alla cella preceduto da colonne (formanti il pròdromo). Per estensione, indica la parte anteriore di un qualsiasi edificio (anche moderno) che abbia una forma simile a quella di un tempio, con facciata colonnata e frontone.

## Il pronao nel tempio greco

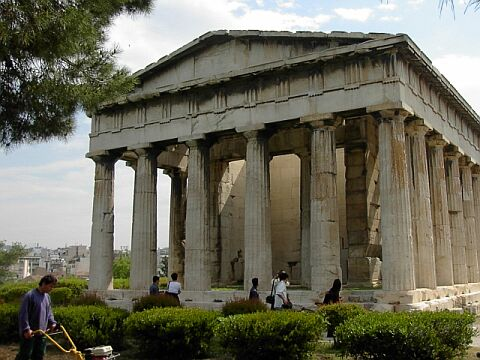
La facciata e il pronao dell'Hephaisteion (tempio di Efesto) ad Atene

Nei templi greci (templi in antis) il pronao era costituito dal prolungamento dei muri laterali della cella, terminanti con pilastri, tra i quali sorgevano due colonne, mentre in altri tipi di templi  formava un atrio di ingresso colonnato, con un numero pari di colonne in facciata, sormontate da un frontone e due o più colonne sui lati.
Lo spazio interno poteva essere suddiviso con l'inserimento di altre colonne, collocate in asse con quelle esterne o con i muri laterali della cella.

## Il pronao nel tempio romano

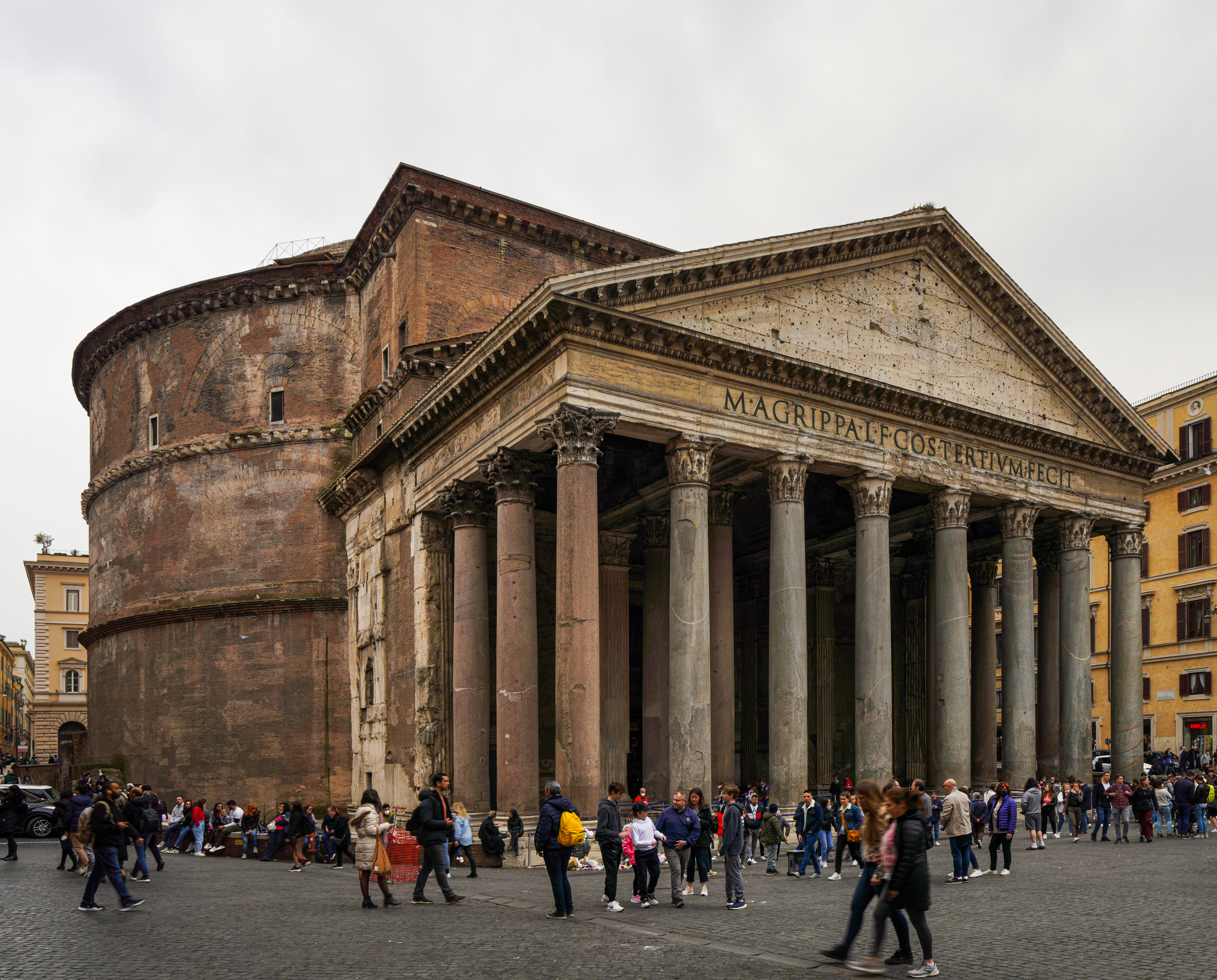
La facciata e il pronao del Pantheon di Roma

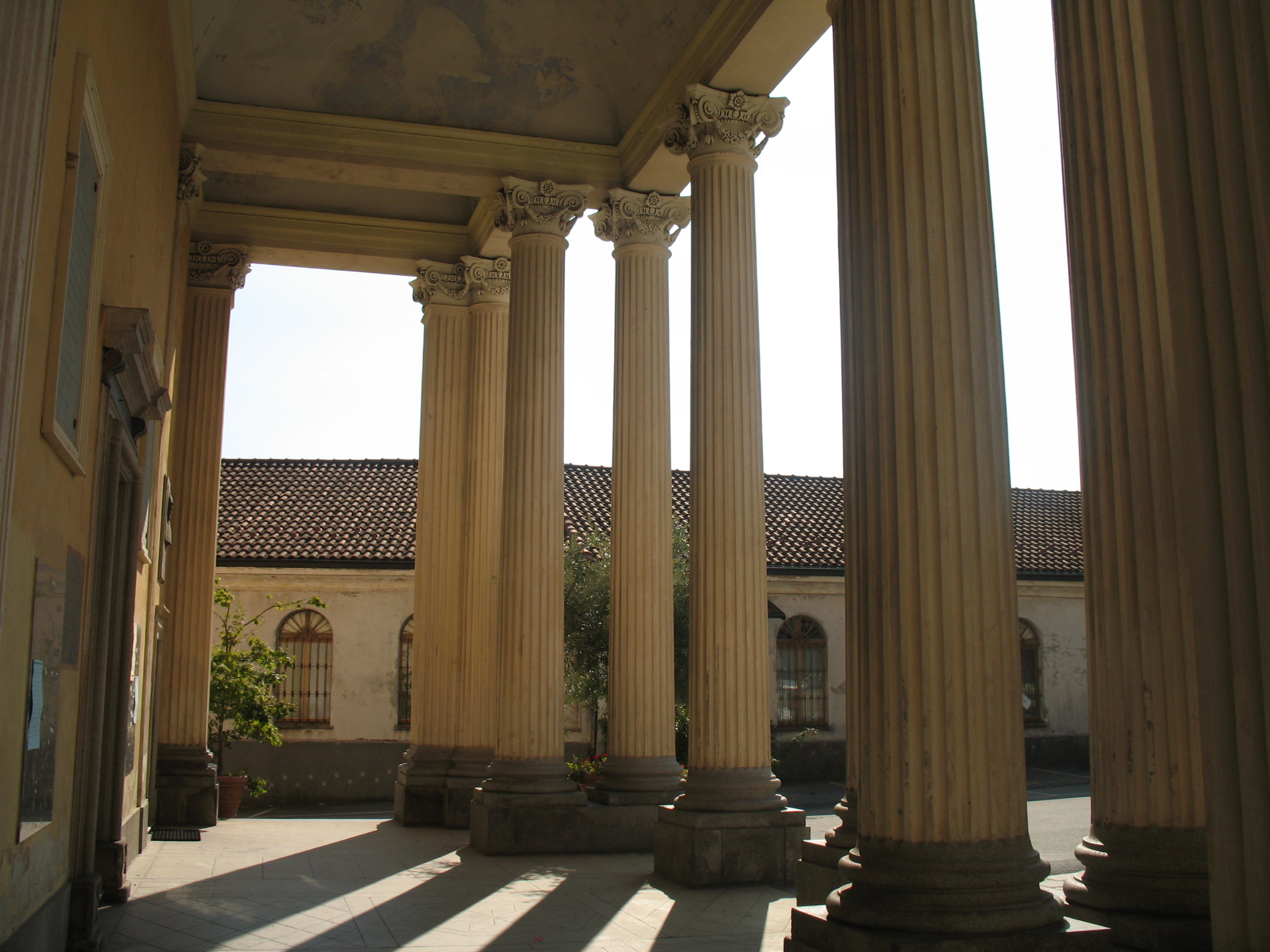
Particolare del pronao della chiesa della Beata Vergine Maria a Mosso, in provincia di Biella

Nel tempio romano, in origine, il pronao era particolarmente profondo, su derivazione dell'architettura etrusca. Inoltre essendo un tempio sopraelevato su un alto podio, vi si accede con una scalinata frontale, o con apposite scale laterali.
Il pronao e in generale la facciata del tempio, tendono ad assumere una maggiore importanza nell'articolazione dell'edificio.
Nell'architettura romana esistono anche templi con una cella più lunga, in cui il pronao, di forme classiche, occupa solo una parte della larghezza dell'edificio (tempio della Concordia nel Foro Romano).
In seguito allo sviluppo dell'architettura romana, che usa le forme tradizionali con intenti soprattutto decorativi e formali, nel Pantheon di Roma, il tradizionale pronao con colonne e frontone fu addossato ad una cella rotonda di maggiore ampiezza.

## Definizione generica del termineprodromo

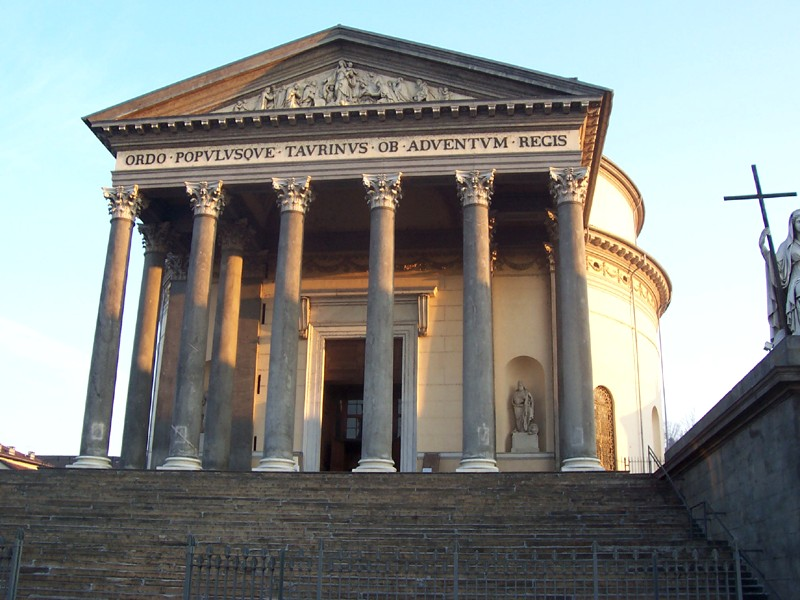
La facciata e il pronao della Gran Madre a Torino

Il termine prodromo in senso lato indica un indizio che preannuncia qualcosa (dal latino prodromum e dal greco pròdromos ovvero "colui che corre avanti, precursore"). In ambito medico il termine prodromo è da intendersi quale precursore di una patologia, sintomo o insieme di fenomeni con cui si manifesta, in seguito, una malattia.